# 연료 여과기

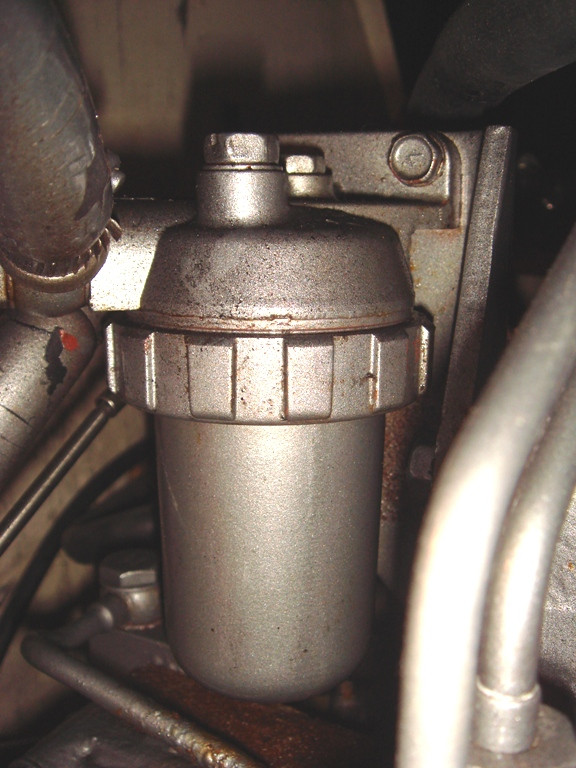
얀마 2GM20 연료 필터

연료 여과기(燃料濾過器, fuel filter)는 자동차에 공급되는 연료 중 먼지, 수분등과 같은 이물질을 여과하여 깨끗한 연료를 엔진에 공급하는 역할을 하는 제품이다. 이를 통해 혼합된 이물질로 인한 인젝터, 연료분사 펌프 노즐과 같은 연료 장치의 기능 저하를 예방하고 엔진 수명을 연장하며, 엔진이 충분한 출력을 낼 수 있도록 한다. 연료를 완전히 연소시킴으로써 대기환경 개선에도 도움을 준다.

## 같이 보기
- 연료 탱크